# LCI Radio
LCI Radio est une ancienne radio française d'information en continu, diffusée principalement vers les réseaux numériques et Internet, entre janvier 2009 et février 2011.

## Historique
Déclinaison radio de la chaîne de télévision française d'information en continu LCI, la station est lancée le 15 janvier 2009 à 12 h 45. Diffusée exclusivement via internet dans l'attente d'une fréquence radio, elle exploite la transmission par flux en lecture en continu (streaming) ainsi que le podcasting (système permettant l'écoute ou le téléchargement d'émissions en vue d'une écoute immédiate ou ultérieure). 
À partir de mars 2009, LCI Radio diffuse ses émissions vers certains terminaux mobiles parmi lesquels l'iPhone et l'iPod touch.
Dès sa création, pour élargir son réseau de diffusion, la station souhaite obtenir un canal de radio numérique terrestre nationale, ce que lui concède le Conseil supérieur de l'audiovisuel en mai 2009 pour les zones des trois agglomérations : Paris, Marseille et Nice.
En janvier 2011, LCI Radio est une candidate malheureuse à la reprise de la fréquence analogique laissée vacante par Europe 1 Sport à Paris. Le groupe TF1 décide alors de fermer la station, le 1er février 2011 à 12 h 30.

## Programmation
Outre des bulletins complets toutes les demi-heures (7h-23h) et deux grands journaux (13h & 18h), LCI Radio diffuse talk-shows, chroniques et rediffuse plusieurs chroniques et magazines de la chaîne de télévision LCI tout au long de la nuit.

## Concept
Misant sur l'interactivité avec ses auditeurs, LCI Radio reprend certains contenus sonores de la chaîne de télévision LCI mais produit également des programmes inédits,.